# Sebastes aurora
Espèce
Sebastes aurora est une espèce de poisson de la famille des sébastidés présent sur la côte est du Pacifique.

## Répartition géographique
Sebastes aurora est présent le long de la côte ouest de l'Amérique du Nord, du Sud du golfe de l'Alaska à la Californie.

## Habitat
On trouve Sebastes aurora entre 100 m et 800 m de profondeur, mais le plus souvent entre 300 m et 600 m de profondeur.

## Pêche
C'est un poisson de rapport des pêcheries canadiennes et américaines.